# Johan Hendrik Kern
Johan Hendrik Kern (Leiden, 24 januari 1867 — aldaar, 19 december 1933) was een hoogleraar in de Engelse taal- en letterkunde en in het Sanskriet aan de Universiteit van Groningen.

## Levensloop
Kern was de zoon van de taalkundige en oriëntalist Hendrik Kern en Annette Marie Thérèse Moïse de Chateleux. Hij studeerde in zijn geboorteplaats en in het buitenland. Na zijn promotie in Leiden in 1891 was hij werkzaam in het middelbaar onderwijs. In 1894 werd hij benoemd tot redacteur aan de Nieuwe Rotterdamse Courant en in 1899 trad hij op als privaatdocent in de Slavische talen aan de Universiteit van Leiden. Het jaar daarop werd aan hem het hoogleraarschap in de Engelse taal- en letterkunde aan de Universiteit van Groningen aangeboden, dat hij in februari 1901 aanvaardde. Vanaf 1904 doceerde Kern in Groningen tevens Sanskriet. Tussen 1912 en 1913 was Kern rector van de Groningse universiteit. In 1913 werd hij ook benoemd tot lid van de KNAW. In 1924 verruilde Kern zijn Gronings hoogleraarschap voor een benoeming aan de Universiteit Leiden.

## Biografie(ën) over J.H. Kern

Kern als professor in Leiden

- Albert Kluyver: Levensbericht van Prof. Dr Johan Hendrik Kern. In: Jaarboek van de Maatschappij der Nederlandse Letterkunde 1934
- K. ter Laan, Letterkundig woordenboek voor Noord en Zuid (1941)
- Wim van Anrooij, Ingrid Biesheuvel, Karina van Dalen-Oskam en Jan Noordegraaf, Bio- en bibliografisch lexicon van de neerlandistiek (2004-...)

## Werken van J.H. Kern
- Klankleer der Limburgsche Sermoenen. (Proefschrift Leiden, 1891)
- De studie van de Slavische talen. (Leiden, 1900)
- De beoefening van de Nieuwengelsche tongvallen. (Inaugurele rede Groningen, 1901)
- Is de beleefdheidsvorm U een verbastering van U.E.? (1911)
- De met het Participium Praeteriti omschreven Werkwoordsvormen in 't Nederlands. (Amsterdam, 1912)
- Idealen en grenzen. (Inaugurele rede Leiden, 1924)
- Over de taal van de brieven van Huygens' zusters en Dorothea van Dorp. (1929)